# Luís Figueiredo da Guerra
Luís Figueiredo da Guerra (Viana do Castelo, 1 de março de 1853 — 1931), escrito à época Luiz de Figueiredo da Guerra, foi um historiador e historiógrafo vianense que se distinguiu no estudo da história local da região em torno da foz do Lima. Foi diretor do Museu Municipal e da Biblioteca Municipal de Viana do Castelo. Entre outras, autor da obra Esboço Histórico Vianna do Castelo, publicada em 1877.